# フランツ・ヨーゼフ・フォン・バッテンベルク
フランツ・ヨーゼフ・フォン・バッテンベルク（Prinz Franz Joseph von Battenberg, 1861年9月24日 - 1924年7月31日）は、ドイツの貴族。ヘッセン大公家の庶系バッテンベルク家の公子。

## 生涯
ヘッセン大公子アレクサンダーとその貴賤結婚の妻ユリア・ハウケ伯爵夫人（のちバッテンベルク侯爵夫人）の間の第5子、四男として生まれた。母はドイツ系ポーランド貴族のヤン・マウリツィ・ハウケ伯爵とその妻ソフィー・ラフォンテーヌの間に生まれた娘である。両親の身分違いの結婚のため、彼とその兄姉はヘッセン大公子・大公女（Prinz/Prinzessin von Hessen-Darmstadt）の称号を許されず、1314年に家系の絶えていたバッテンベルク伯爵家の家名に因む、バッテンベルク公子・公女（Prinz/Prinzessin von Battenberg）の称号を与えられた。
フランツ・ヨーゼフは学校教育を受けたのち、ポツダムで軍人としての訓練を積んだ。1879年4月に次兄のアレクサンダーがブルガリア公国の元首に推戴されると、フランツ・ヨーゼフが未婚で実子のないアレクサンダーの推定相続人に指名された。しかし1886年、アレクサンダーは親露派の官僚に陥れられてブルガリア公の座から退けられた。
1894年、フランツ・ヨーゼフは家族に会うためロンドンを訪れた際、アメリカ合衆国の鉄道財閥ヴァンダービルト家の娘コンスエロ・ヴァンダービルトと知り合った。しかしコンスエロの母親アルヴァ・ベルモントはすでにイギリス貴族の第9代マールバラ公爵チャールズ・スペンサー＝チャーチルをコンスエロの夫に選んでおり、フランツ・ヨーゼフは失恋を癒すため旅行に出かけた。彼は1897年5月18日にツェティニェにおいて、モンテネグロ王ニコラ1世の娘アンナ（1874年 - 1971年）と結婚した。夫婦生活は幸福だったが、子供には恵まれなかった。